# 1942 au Canada
Pour un article plus général, voir Chronologie du Canada.
Cet article traite des événements qui se sont produits durant l'année 1942 au Canada.

## Événements

### Seconde Guerre mondiale

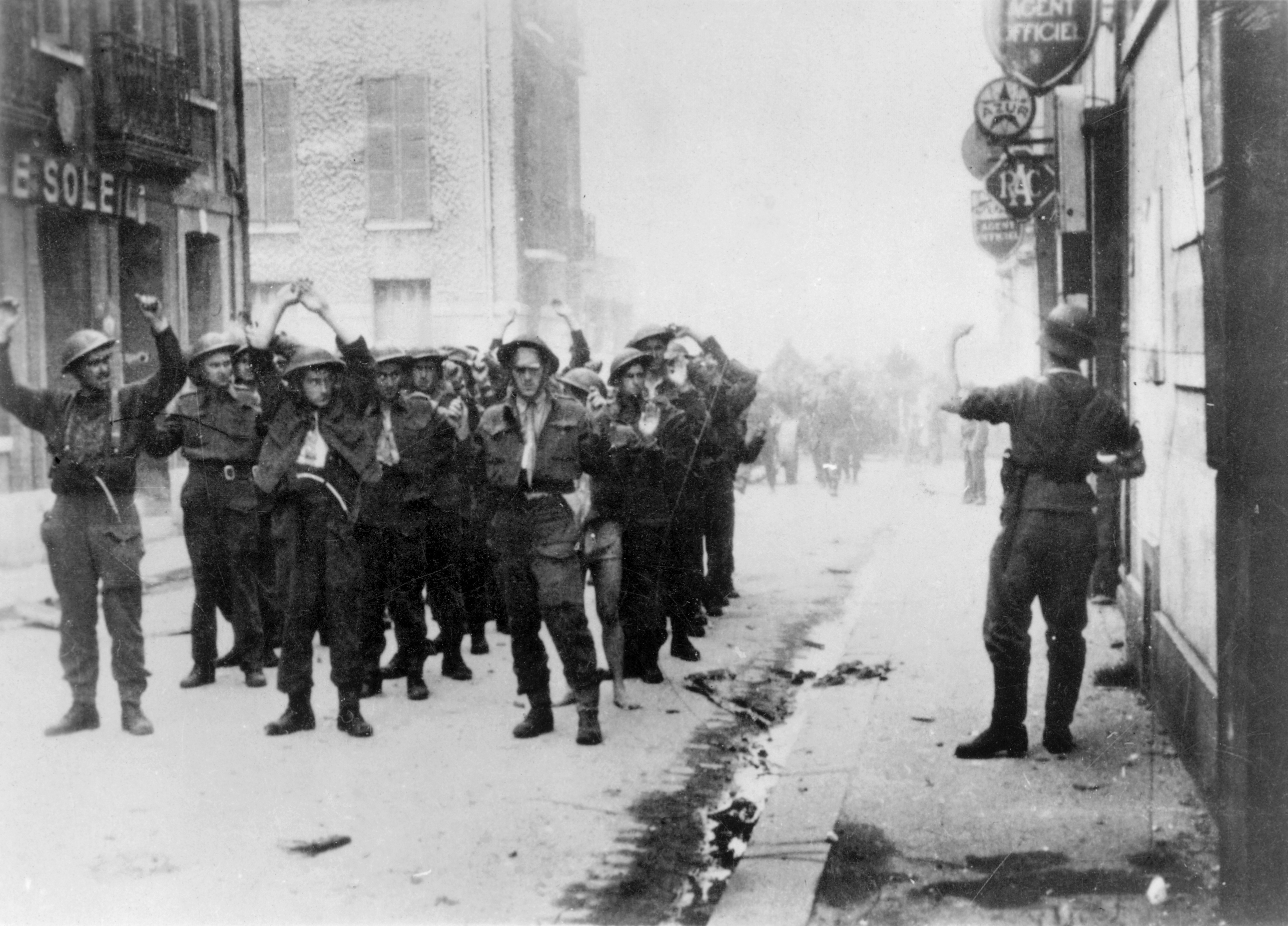
Soldats canadiens prisonniers après le raid de Dieppe

- 21 avril au 22 avril : des canadiens participent à l'Opération Abercrombie sur la ville française Hardelot-Plage.
- 12 mai : le Nicoya et le Leto sont torpillés par le U-553 au large de Cloridorme et de L'Anse-à-Valleau, en Gaspésie. Début de la bataille du Saint-Laurent[1].
- 20 juin : un sous-marin japonais attaque le Phare d'Estevan Point sans faire de dommage en Colombie-Britannique.
- juillet : établissement de la base des Forces canadiennes Bagotville.
- 18 août : débarquement de Dieppe. 6 100 soldats (dont 4 963 Canadiens) s’embarquent pour Dieppe. L’opération échoue. 2 753 Canadiens sont tués, 2 210 rentrent en Angleterre (dont 617 sont blessés).
- 2 octobre : Le navire japonais Lisbon Maru contenant des prisonniers canadiens et britanniques est torpillé par un sous-marin américain.
- 14 octobre : le traversier canadien S.S. Caribou est coulé par le sous-marin allemand U-69 lors de la bataille du Saint-Laurent.
- 9 novembre : un sous-marin allemand est intercepté près de New Carlisle.

### Politique
- février : Richard Hanson, chef du parti conservateur, réclame la conscription immédiate.
- 27 avril : lié par ses engagements, Mackenzie King annonce la tenue d’un plébiscite : 63,7 % des Canadiens approuvent la conscription, mais 71,2 % des Québécois s’y opposent. Le débat permet l’éclosion au Québec de mouvements nationalistes extrêmes et anti-britanniques (Ligues pour la défense du Canada, Bloc Populaire), accusés de trahison et de complicités fasciste par le Canada anglais.
- 8 septembre : Maxime Raymond (député de Beauharnois) fonde le Bloc populaire canadien, le parti des opposants québécois à la conscription à Ottawa, et André Laurendeau en devient le secrétaire.
- 21 octobre : Gordon Daniel Conant devient premier ministre de l'Ontario.

### Justice
- Les canadiens d'origine japonaise sont internés.

### Sport
- Les Maple Leafs de Toronto remportent la Coupe Stanley contre les Red Wings de Détroit.
- 30e finale de la Coupe Grey - R.C.A.F. Hurricanes de Toronto 8, R.C.A.F. Bombers de Winnipeg 5.

### Économie
- Construction de la Route de l'Alaska à travers la Colombie-britannique et le Yukon.

### Science
- Donald Hings améliore le Talkie-walkie avec son modèle C-58 qui sera utilisé abondamment pendant la guerre.

### Culture

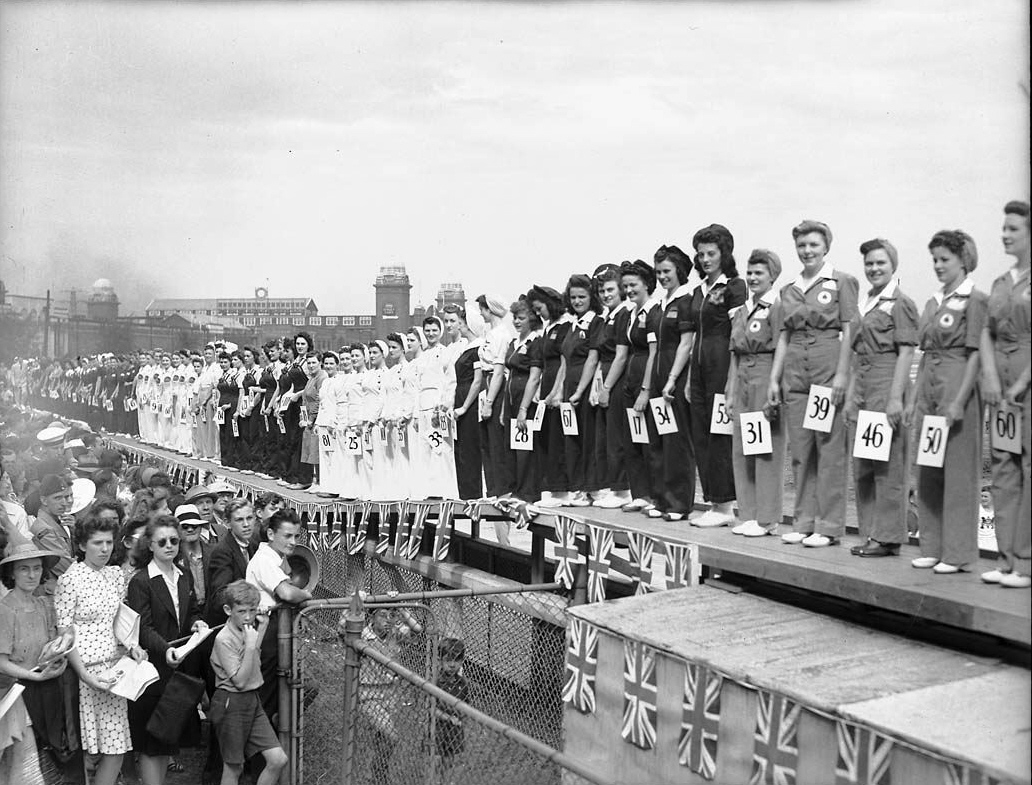
Concours de beauté Miss travailleuse de guerre à Toronto. Les candidates sont regroupées par employeur

- Roland Lebrun connu sous le nom du Soldat Lebrun interprète des chansons avec comme thème la guerre.

## Naissances
- 12 janvier : Hilary Weston, lieutenant-gouverneur de l'Ontario († août 2025).
- 20 février : Phil Esposito, joueur de hockey sur glace.
- 2 mars : Luc Plamondon, parolier.
- 10 avril : Nick Auf Der Maur, journaliste († 7 avril 1998).
- 26 avril : Sharon Carstairs, femme politique et sénatrice.
- 10 juin : Preston Manning, fondateur et chef du Parti réformiste du Canada et  l'Alliance canadienne.
- 25 juin : Michel Tremblay, écrivain.
- 22 juillet : Anita Neville, femme politique provenant du Manitoba.
- 27 juillet : Édith Butler, chanteuse.
- 1er août : Tony Roman, chanteur († 8 juin 2007).
- 10 août : Bob Runciman, chef du Parti progressiste-conservateur de l'Ontario par intérim.
- 18 août : Jim Abbott, homme politique († 26 juillet 2020).
- 24 août : Gary Filmon, premier ministre du Manitoba de 1988 à 1999.
- 13 septembre : Michel Côté, homme politique fédéral provenant du Québec.
- 1er novembre : Ralph Klein, premier ministre de l'Alberta († 29 mars 2013).
- 20 novembre : Ray Bonin, homme politique.
- 13 décembre : Ferguson Jenkins,  lanceur droitier de baseball populaire.
- 19 décembre : John Godfrey, homme politique canadien († 18 décembre 2023).
- 29 décembre : Rick Danko, chanteur († 10 décembre 1999).

## Décès
- 16 janvier : Arthur du Royaume-Uni (duc de Connaught et Strathearn), gouverneur général du Canada.
- Nazaire Dugas, architecte.
- 30 janvier : Frederick W. A. G. Haultain, premier ministre des Territoires du Nord-Ouest.
- 4 février : Louis-Adolphe Paquet, prêtre et écrivain.
- 5 mars : Edgar Nelson Rhodes, premier ministre de la Nouvelle-Écosse.
- 11 mars : Raoul Dandurand, homme politique.
- 21 mars :  J. S. Woodsworth, homme politique socialiste.
- 24 avril : Lucy Maud Montgomery, auteure.
- 18 mai : Herménégilde Boulay, homme politique québécois.
- 17 juin : Charles Fitzpatrick, juge à la cour suprême.
- 21 septembre : Bert Corbeau, joueur de hockey sur glace.
- 6 octobre : Ella Cora Hind, journaliste.
- 26 décembre : Frank Dawson Adams, géologue.